# Johann Ofner
Johann Ofner (6. listopadu 1816 Nauders – 16. července 1887 Sankt Pölten) byl rakouský právník a politik německé národnosti, v 2. polovině 19. století poslanec Říšské rady.

## Biografie
Narodil se v rodině kupce v tyrolském Nauders. Od roku 1849 působil jako advokát v Sankt Pölten a roku 1850 zde byl zvolen do obecního zastupitelstva.
Po obnovení ústavní vlády se zapojil do vysoké politiky. Od roku 1861 až do roku 1887 byl poslancem Dolnorakouského zemského sněmu. Zemský sněm ho roku 1861 delegoval i do Říšské rady (tehdy ještě volené nepřímo) za Dolní Rakousy (kurie městská, obvod Waidhofen. K roku 1861 se uvádí jako advokát, bytem v Sankt Pölten. Do Říšské rady se pak po letech vrátil v prvních přímých volbách do Říšské rady roku 1873, za kurii městskou, obvod St. Pölten, Scheibs, Klosterneuburg atd. Za týž obvod obhájil poslanecké křeslo i ve volbách do Říšské rady roku 1879 a volbách do Říšské rady roku 1885.
Profiloval se jako německý staroliberál (takzvaná Ústavní strana neboli pokroková strana, liberálně a centralisticky orientovaná, odmítající federalistické aspirace neněmeckých etnik). V říjnu 1879 je zmiňován na Říšské radě coby člen mladoněmeckého Klubu sjednocené Pokrokové strany (Club der vereinigten Fortschrittspartei). Později zasedal v poslanecké frakci Sjednocené německé levice, do které se spojilo několik ústavověrných politických proudů, po roce 1885 v Německém klubu.
V letech 1870–1882 působil jako starosta domovského Sankt Pölten. Za jeho úřadování došlo k rozvoji školských zařízení ve městě.
Jeho synem byl politik Hermann Ofner (1849–1917).